# シロガオサキ
シロガオサキ (Pithecia pithecia) は、哺乳綱霊長目サキ科サキ属に属する霊長類。

## 分布
ガイアナ、スリナム、ブラジル北部、仏領ギアナ、ベネズエラ
模式標本（ネオタイプ）の産地（模式産地）は、仏領ギアナ。

## 形態
全長オス73.1 - 97センチメートル（ブラジル73.1 - 83.2センチメートル、ガイアナ74 - 97センチメートル）、メス71.5 - 82センチメートル（ガイアナ71.5 - 79センチメートル、仏領ギアナ73 - 82センチメートル）。体重オス1.65 - 2.5キログラム（仏領ギアナ1.65 - 1.8キログラム、ブラジル1.72 - 2.5キログラム）、メス1.55 - 1.75キログラム。
オスは全身が黒い。顔が白い。名前はオスの顔が由来になっている。幼獣やメスは背面や四肢が暗褐色で、灰褐色の縞模様が入る。胸部は橙色。吻に沿って白や橙褐色の筋模様が入る。

## 分類
サキ属の属名および種小名pitheciaは、古代ギリシャ語で「サル」を指すpithekosに由来する。
以前はキンガオサキP. chrysocephalaを亜種とする説もあったが、2014年に独立種とする説が提唱された。

## 人間との関係
生息地の破壊や狩猟による影響が懸念されている。1977年に霊長目単位でワシントン条約附属書IIに掲載されている。